# Lerista zonulata
Lerista zonulata är en ödleart som beskrevs av  Storr 1991. Lerista zonulata ingår i släktet Lerista och familjen skinkar. Inga underarter finns listade i Catalogue of Life.